# Ville
 (mai 2025).
Si vous disposez d'ouvrages ou d'articles de référence ou si vous connaissez des sites web de qualité traitant du thème abordé ici, merci de compléter l'article en donnant les références utiles à sa vérifiabilité et en les liant à la section « Notes et références ».
Cet article concerne uniquement le milieu urbain. Pour les statuts administratifs et honorifiques ou toute autre signification, voir Ville (homonymie).
Une ville est un lieu qui se caractérise par une forte densité humaine et une forte densité de bâti. La population qui l'habite y organise l'espace en fonction de ses besoins et de ses activités propres, ainsi que de l'environnement physique. 
La ville est un milieu complexe qui ne peut pas se résumer à une approche physique, car c'est aussi la traduction spatiale de l'organisation économique, politique, sociale ou culturelle de la société qui l'a bâtie. L'histoire d'une ville est un élément essentiel pour comprendre son organisation.
La ville se définit par opposition à la campagne. Elle se distingue également des villages ou des bourgs, par des critères variables selon les pays du monde : population en nombre ou en densité, activités particulières s'y exerçant ou décisions administratives. 
Les principes qui régissent la structure et l'organisation de la ville sont étudiés par la sociologie urbaine, l'urbanisme et l'économie urbaine.
Il est difficile de dater ou de localiser avec précision l'apparition de la première ville ; elles sont aujourd’hui réparties partout dans le monde et, en 2024, plus de la moitié de la population mondiale réside en ville.

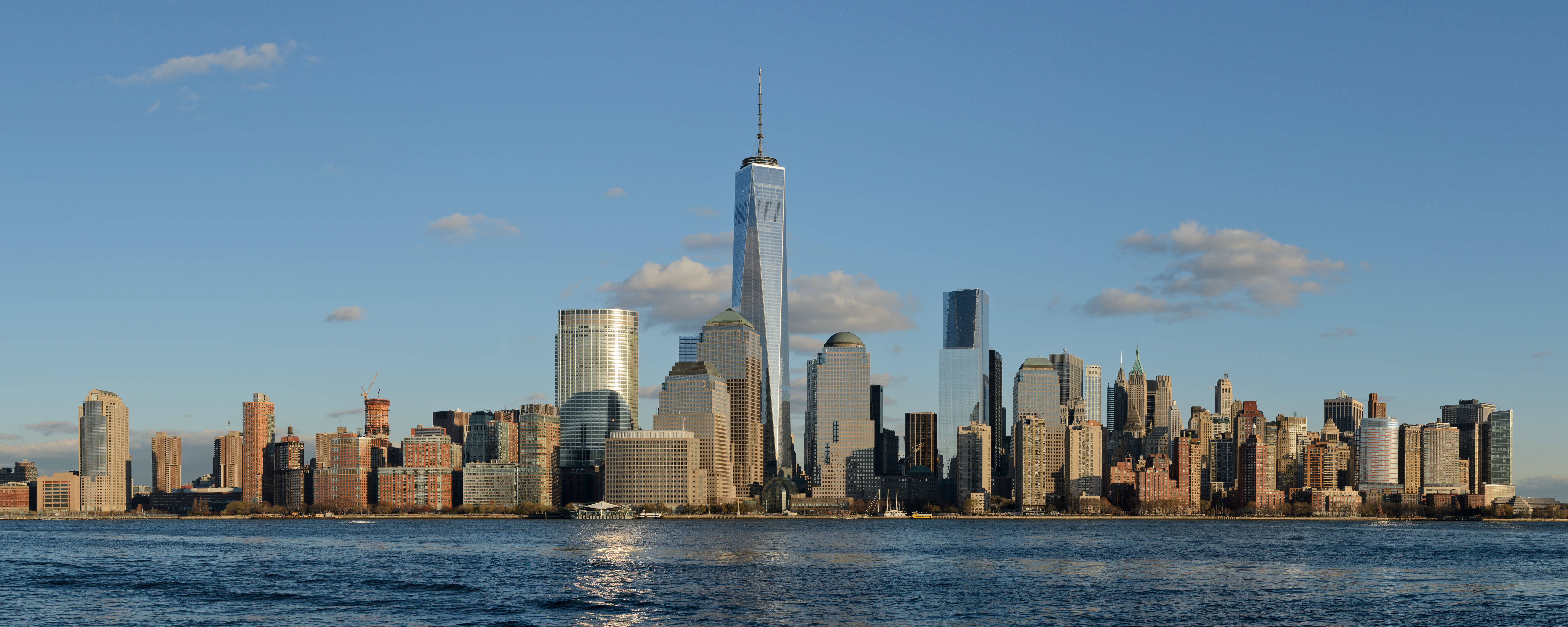
New York (États-Unis) ;
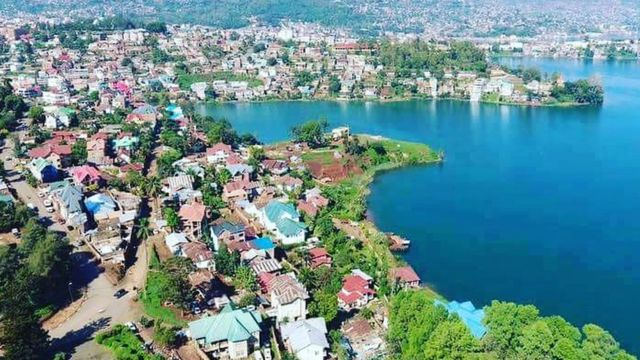
Bukavu, avec vue sur la péninsule la botte sur le lac Kivu ;
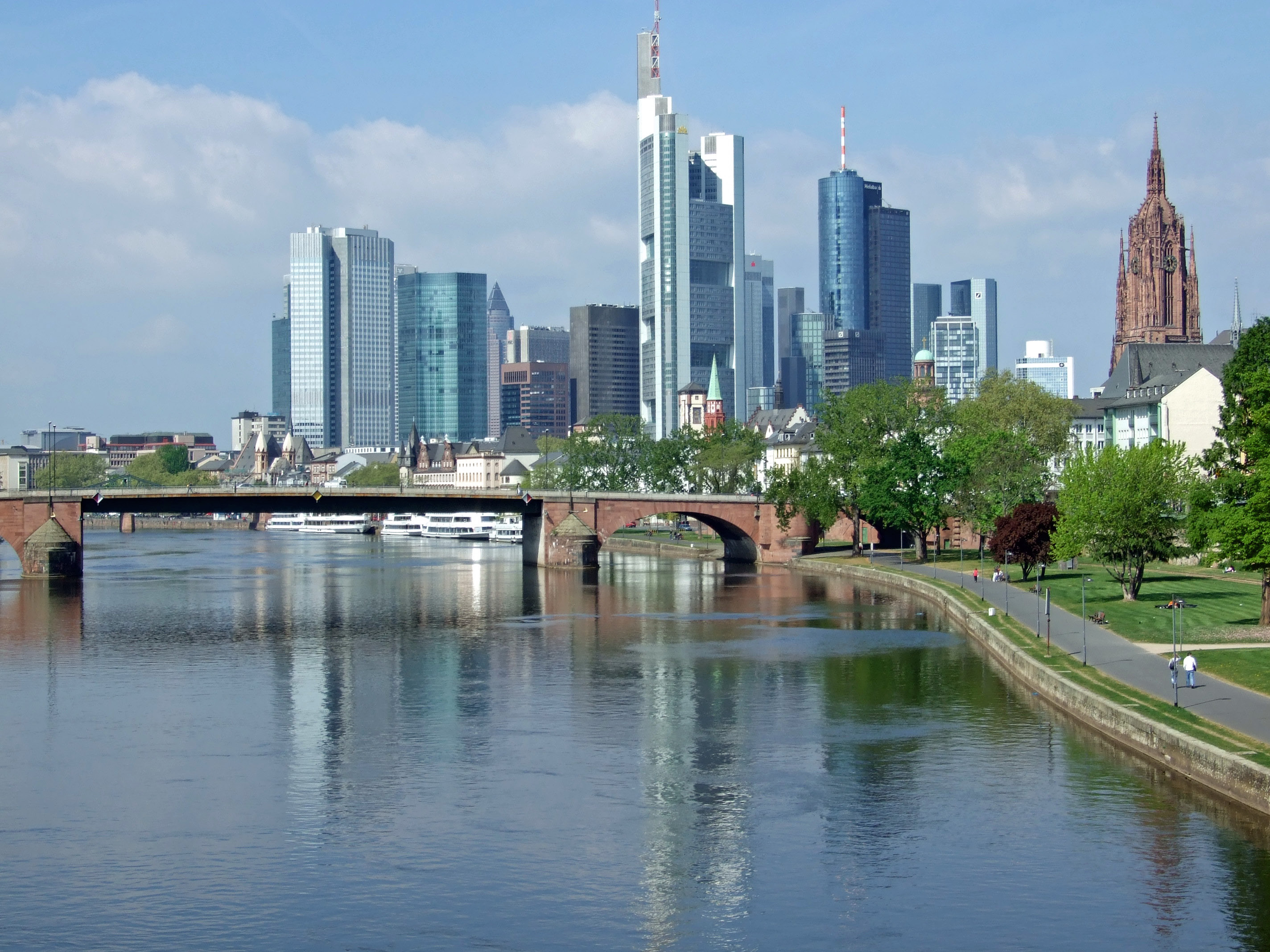
Ville de Francfort-sur-le-Main (Allemagne) ;
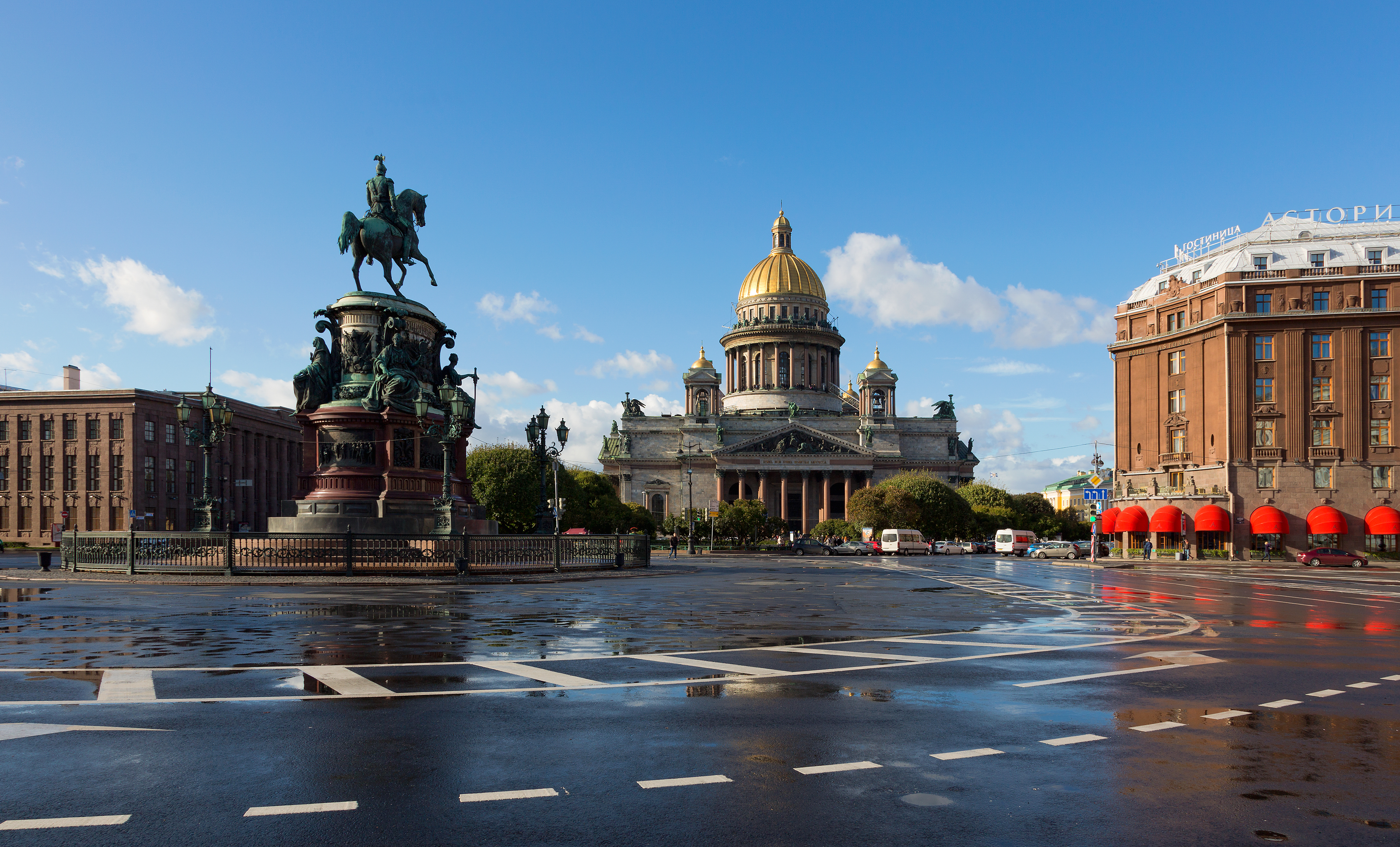
Saint-Pétersbourg (Russie) ;
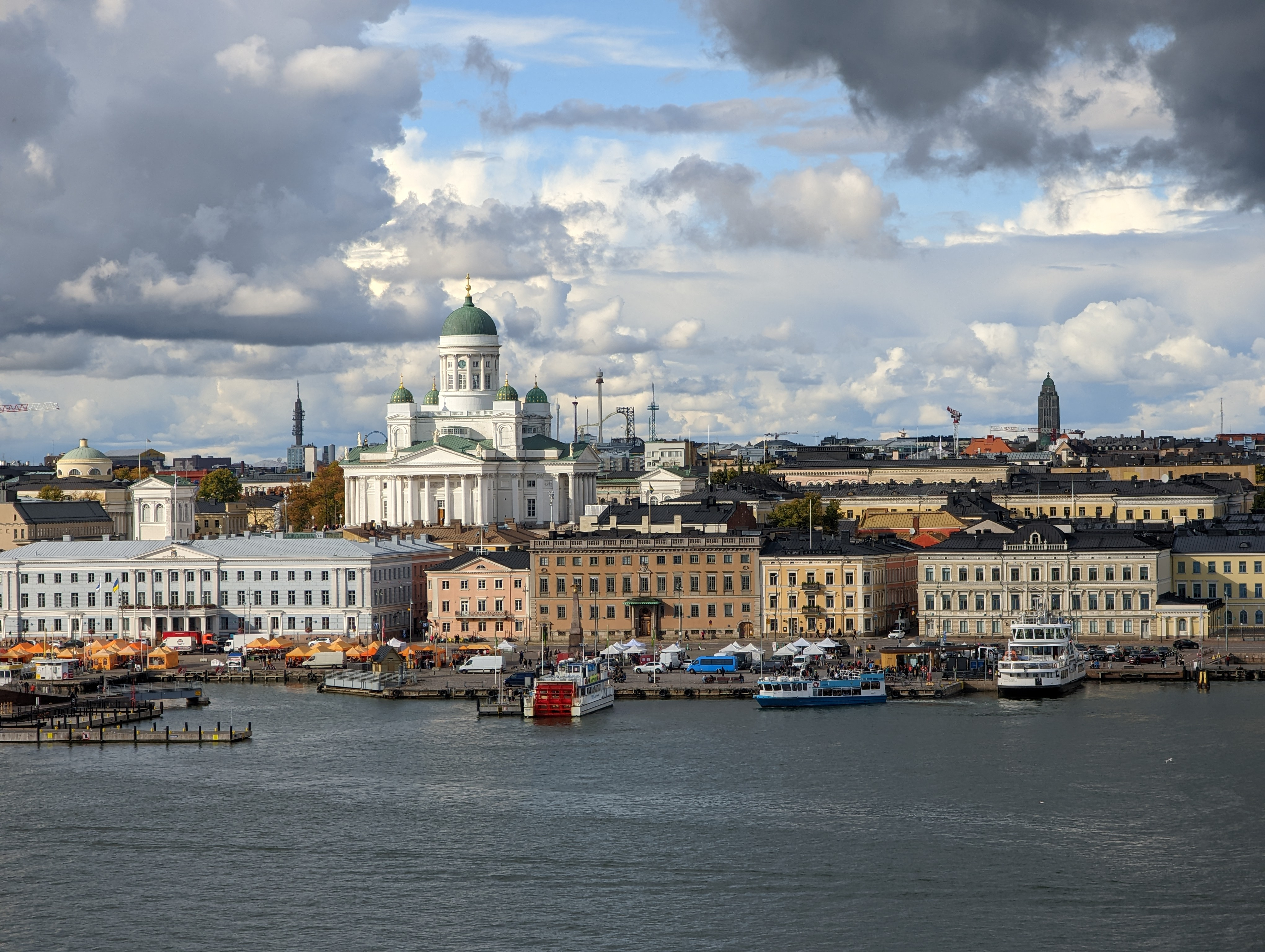
Helsinki (Finlande).

## Étymologie
Ville provient du latin villa (« maison de campagne, propriété rurale ») qui prit dès les Ve – VIe siècles le sens de « groupe de maisons adossées à la villa », c'est-à-dire à peu près « village », puis regroupement plus important de population.

## Histoire

### Apparition des villes

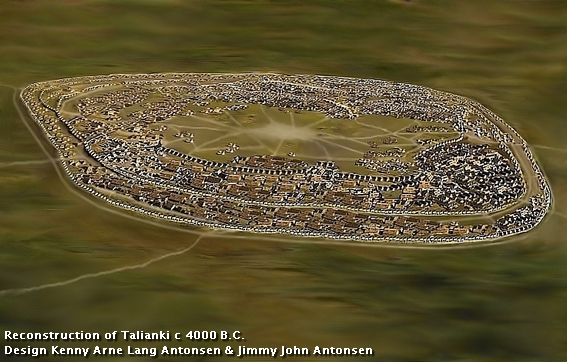
Reconstitution de la ville néolithique de Talianky en Ukraine vers 4000 av. J.-C., culture de Cucuteni-Trypillia.

Les premières villes importantes connues apparaissent à la fin du Néolithique, avec la culture de Cucuteni-Trypillia à partir de la fin du Ve millénaire av. J.-C., en Ukraine, Roumanie et Moldavie ; ces villes pouvaient atteindre plus de 15 000 habitants et s'étendre sur plusieurs kilomètres carrés, elles étaient très planifiées et organisées en plans elliptiques et concentriques.
De grandes villes apparaissent ensuite entre 3500 et 1500 av. J.-C. dans les régions fertiles et limoneuses de Mésopotamie comprises entre le Tigre et l'Euphrate, aujourd'hui l'Irak, notamment avec la ville d'Uruk, le premier grand centre urbain du Proche-Orient ancien, puis en Syrie, en Égypte, dans les vallées du Nil et du Jourdain, et les vallées de l'Indus et du Yangzi Jiang.
Puis, ce sont les régions du Nil, du Fleuve Jaune et de l'Indus, qui voit apparaitre des agglomérations qui peuvent être qualifiées de ville, probablement grâce à l’approvisionnement en ressources agricoles facilité par la présence des fleuves. L'apparition de villes coïncide avec l'émergence de l'agriculture durant la période du Néolithique. Voir les travaux de Jean-Louis Huot sur la naissance des villes en Mésopotamie notamment.
À cette époque, la ville se caractérise par plusieurs éléments :
- par une délimitation précise autant que symbolique[4] de la ville par un fossé, un palissage ou un mur d'enceinte parfois monumental ; il convient de renvoyer, par exemple, aux nombreux mythes de la création de Rome avec Rémus qui trace le périmètre de l'enceinte avec une charrue. Symboliquement, cette limite qui est aussi une protection distingue deux mondes : celui de la cité (la civitas en latin), le monde des civilisés, de ce qui n'est pas la cité, le monde des barbares ;
- par des rites de fondation dont on retrouve parfois les traces lors des fouilles archéologiques et qui manifestent bien là une intention particulière, un projet qui risque de contrarier les dieux. Il s'agit de rassembler dans une même enceinte des hommes et des femmes de clans et de familles différentes, voire antagoniques, de métiers et de mœurs divers… Il convient alors de faire corps, les sociologues parlent aujourd'hui de « corps social » qui est plus que la somme des individus qui le composent ;
- par l'apparition d'un espace public qui va être bordé très rapidement par un bâtiment plus grand que les autres (maison du chef, des prêtres, maison commune ?) comme le montrent les fouilles de Jean-Louis Huot en Mésopotamie. L'espace public est sans doute l'élément le plus discriminant pour marquer le passage du village à la ville. Le village, à cette époque de la fondation des premières villes, est avant tout un habitat précaire fait de huttes et de tentes autour d'un puits. Le village regroupe un clan, une famille au sens large du terme. La ville est un tout autre projet : elle va regrouper plusieurs clans, plusieurs familles… ;
- par l'apparition de greniers qui montre que l'on change de système économique et que l'on peut engranger les récoltes, en préserver une part pour les semailles de l'année suivante et aussi échapper aux famines. C'est encore la traduction d'une accumulation de surplus qui vont permettre les échanges et la naissance d'une économie avant même l'apparition de la monnaie ;
- par une superficie importante (la ville mésopotamienne d'Uruk s'étend par exemple sur 400 ha) ; la taille n'est toutefois pas discriminante. Il existe de petites villes qui peuvent être de la taille d'un village comme de grandes villes ;
- par une population importante et surtout sédentaire pour la ville d'Uruk.

Les raisons de l'apparition des villes sont probablement liées, si l'on en croit l'analyse des économistes, à l'accumulation des richesses des civilisations rurales capables de dégager des surplus de production et surtout liées au développement d'une division du travail. Les cultures relativement intensives du fait des progrès dans la sélection des semences et du bétail comme dans les outils favorisent la richesse et incitent à la spécialisation des personnes dans d'autres domaines que l'agriculture, et tout particulièrement dans les fonctions artisanales et commerciales puis administratives, religieuses ou militaires.
La ville naît aussi et surtout de la volonté des hommes qui se regroupent autour d'un projet commun, celui de vivre en société. C'est pour cela que l'espace public apparaît comme l'élément symbolique primordial de la fondation de la ville. La ville apparaît alors comme un projet politique au sens étymologique du terme, de polis qui en grec veut dire la cité. La ville n'est donc pas qu'un rassemblement d'hommes et de femmes guidés par des soucis essentiellement fonctionnels (se protéger et se défendre, échanger et marchander…). La ville regroupe sur un territoire donné, des hommes et des femmes et leurs activités avec le projet commun de vivre ensemble, projet plus ou moins explicité d'ailleurs et parfois même sous la contrainte relative d'un leader qu'il soit laïc ou religieux voire les deux à l'époque. C'est avec étonnement qu'Étienne de la Boétie dans son « discours sur la servitude volontaire » au XVIe siècle, s'interroge sur ce qui pousse les hommes nés libres et égaux à abandonner ainsi une part de leur liberté pour vivre ensemble. Sans doute parce que cette vie ensemble est la seule façon pour l'homme d'advenir à sa propre humanité si l'on en croit le philosophe Emmanuel Lévinas qui évoque l'altérité et les conditions de cette même altérité.
Des décisions « politiques » furent à l'origine de la création de villes nouvelles de l'Antiquité à nos jours.

### L'urbanisation, un phénomène mondial en croissance exponentielle

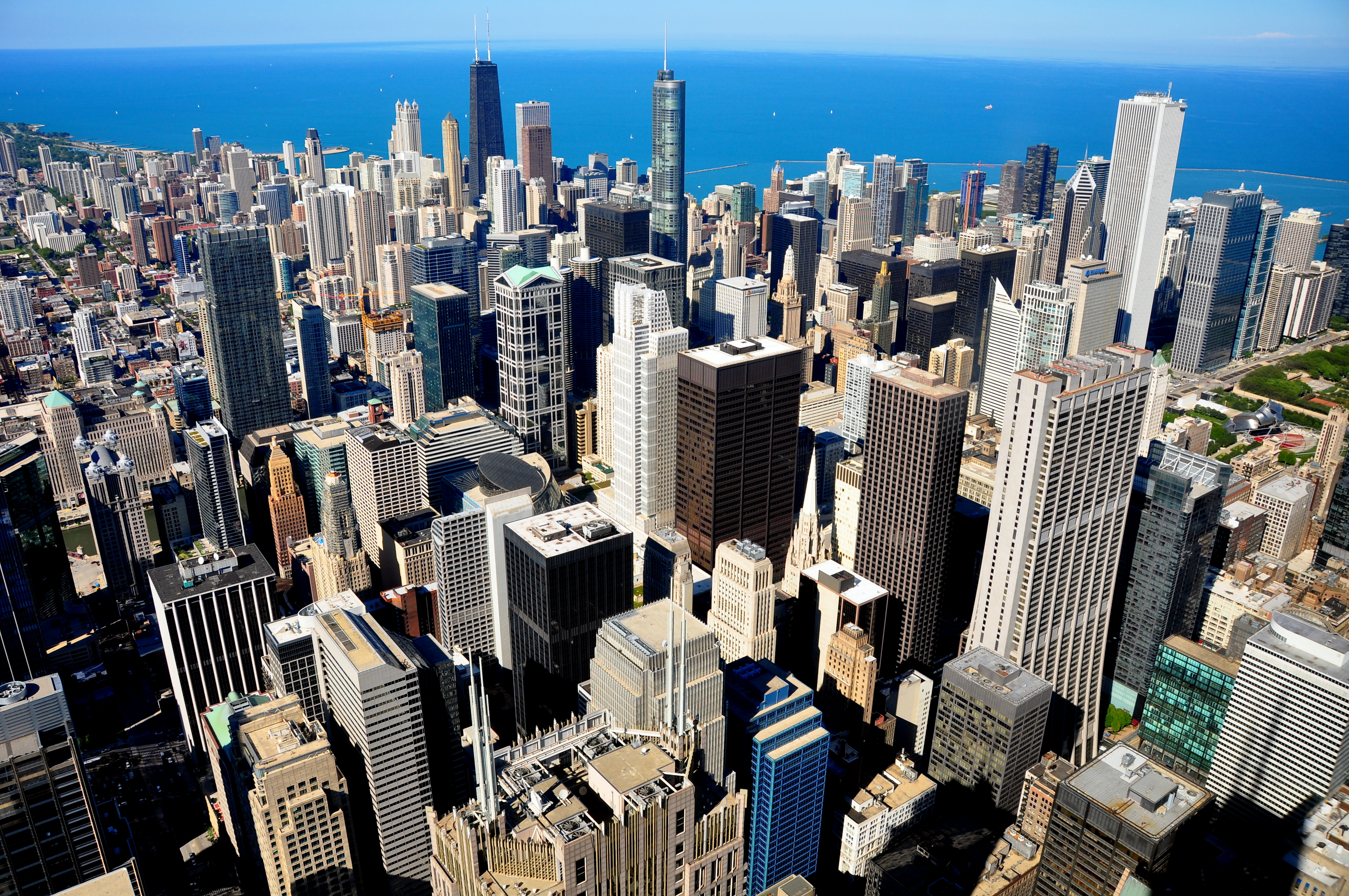
Ville de Chicago (États-Unis).

Le XXe siècle a connu une forte croissance de l'exode rural et des villes. L'Organisation des Nations unies estime en 1950 la population urbaine à 30 % de la population mondiale soit 746 millions d'habitants. 2008 est la première année où plus de la moitié des humains résident en ville. En 2014, environ 54 % de la population mondiale vit en milieu urbain avec 3,9 milliards de citadins. 60 % de la population vivra probablement en ville en 2030 (surtout dans les pays en développement qui selon les prospectivistes devaient accueillir quatre milliards d’urbains en 2030, soit 80 % des citadins de la planète).
Le Nigeria et la Chine encore très ruraux dans les années 1980 dépasseront 50 % d’urbains, et Bombay et Delhi devaient atteindre respectivement 22 et 19 millions, quand Shanghai ou Lagos (Nigeria) auront 17 millions d'habitants chacune. 36 mégapoles devraient abriter plus de 10 millions d’habitants en 2015 (contre 23 en 1998).
Les agglomérations de plus d’un million d'habitants étaient rares au début du XXe siècle. En 2011, on en compte 21 de plus de 10 millions de personnes, presque toutes situées dans les régions en développement d'Asie, d'Afrique et d'Amérique latine. Des zones métropolitaines se chevauchent pour former d'énormes réseaux urbains. En Afrique de l'Ouest, en Chine et dans le nord de l'Inde, ceux-ci peuvent abriter plus de 50 millions d'habitants.

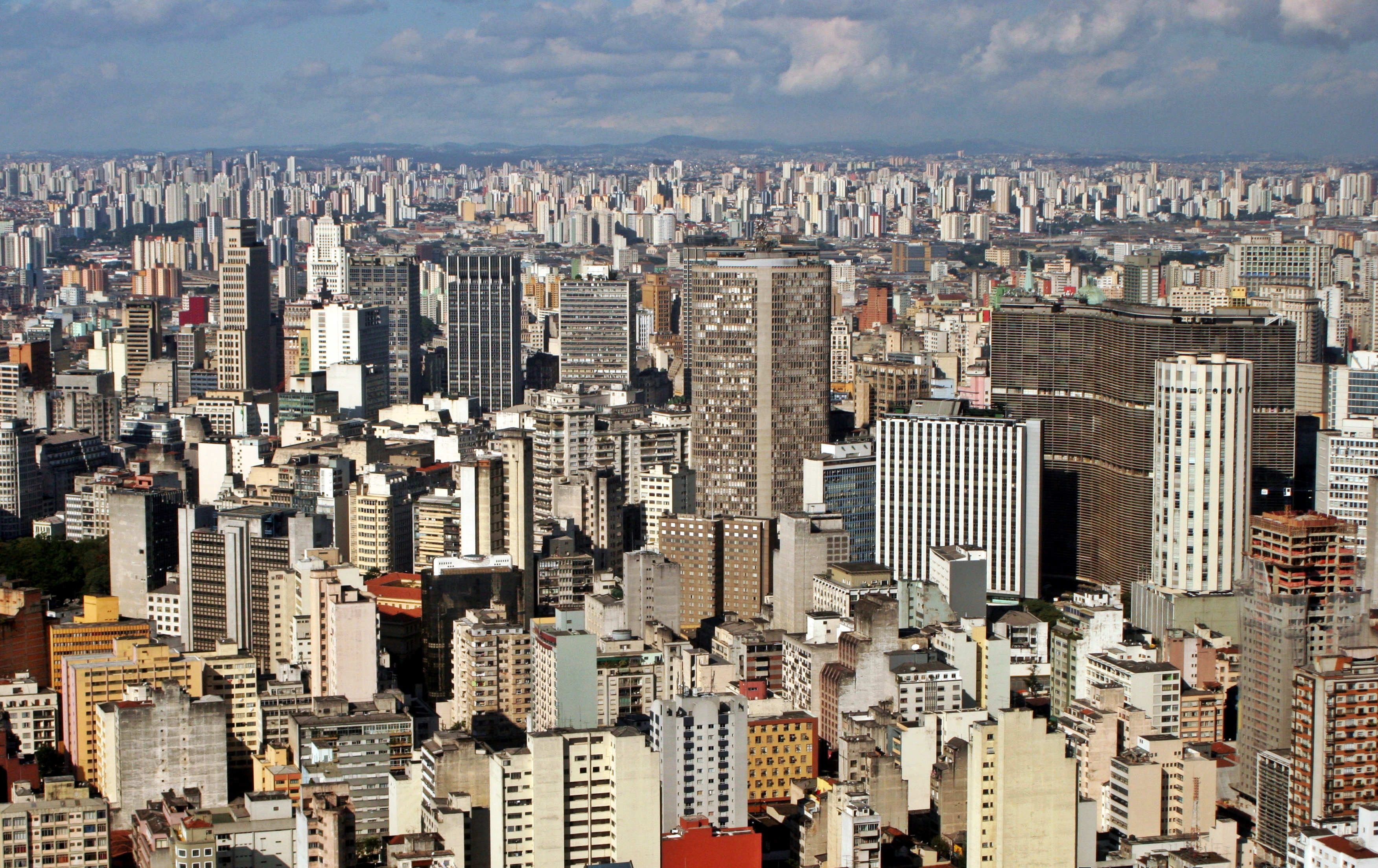
Ville de São Paulo (Brésil).

Selon les projections des Nations unies, les villes des pays en développement absorberont la plus grande part de la croissance démographique d'ici 2050 — plus de deux milliards d'individus. 72 % des pays en développement ont adopté des mesures pour endiguer les vagues migratoires vers leurs villes, relève une enquête des Nations unies. Mais considérer l'urbanisation comme un mal en soi plutôt que comme une voie inévitable du développement est une erreur, affirme David Satterhwalte, de l'International Institute for Environment and Development (en) de Londres.

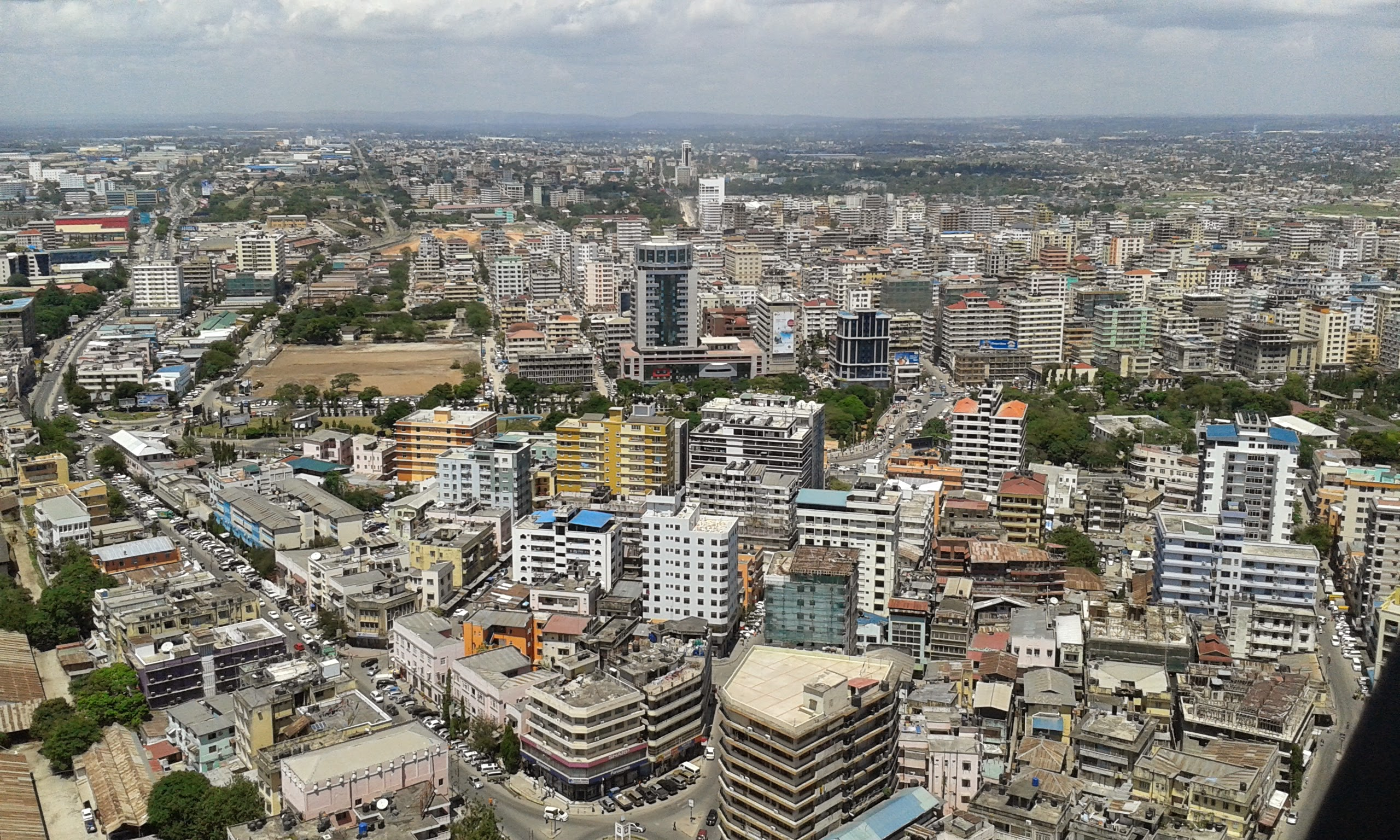
Ville de Dar es Salam (Tanzanie).

Il n'existe pas de modèle unique pour gérer une urbanisation rapide. Mais certains exemples sont encourageants. L'un d'entre eux est Séoul. Entre 1960 et 2000, sa population est passée de moins de trois millions d'habitants à dix millions. Pendant cinq siècles, l'essentiel de la ville resta contenu dans l'enceinte d'une muraille de 16 km, bâtie en six mois par les hommes de Taejo. C'était une cité de lettrés qui comptait quelques centaines de milliers d'âmes, jusqu'à ce que le XXe siècle lui donne un nouvel essor.
Dans les pays pauvres, les bidonvilles croissent souvent au même rythme que l'urbanisation, souligne l'ONU, qui craint avec 1,4 milliard d’habitants vivant dans des bidonvilles en 2020 (souvent sans eau ni électricité et sans accès aux services médicaux et sociaux de base) une augmentation de la pauvreté, des maladies et de la violence urbaine. En 2008, environ un milliard d'humains urbains vivent dans une grande pauvreté, souvent dans des bidonvilles.
La ville, en ce qu'elle se dilue, est peu à peu remplacée dans les études par les concepts de fait urbain, d'urbanité, de métropole, à travers les processus de mondialisation et de métropolisation. Ceux-ci, s'ils encouragent et incarnent la dynamisation économique et fonctionnelle des espaces urbains, sont aussi vecteurs d'inégalités et de fractures sociales, démographiques et culturelles entre les différents acteurs et différentes populations, et d'altérations des milieux. Les promoteurs de la durabilité en ville cherchent des remèdes à ces constats. Le géographe Guy Burgel pointe de nombreux enjeux pour la ville de l'avenir. Il s'agit de trouver les solutions à la discordance croissante entre territoires vécus et territoires de gestion politique, à la disparition progressive de la ville dans les débats publics et les politiques prônées, à la déterritorialisation de la gestion de la ville, à la désolidarisation croissante entre économie et société, à l'effacement du citoyen face à l'usager, etc.

## Définitions

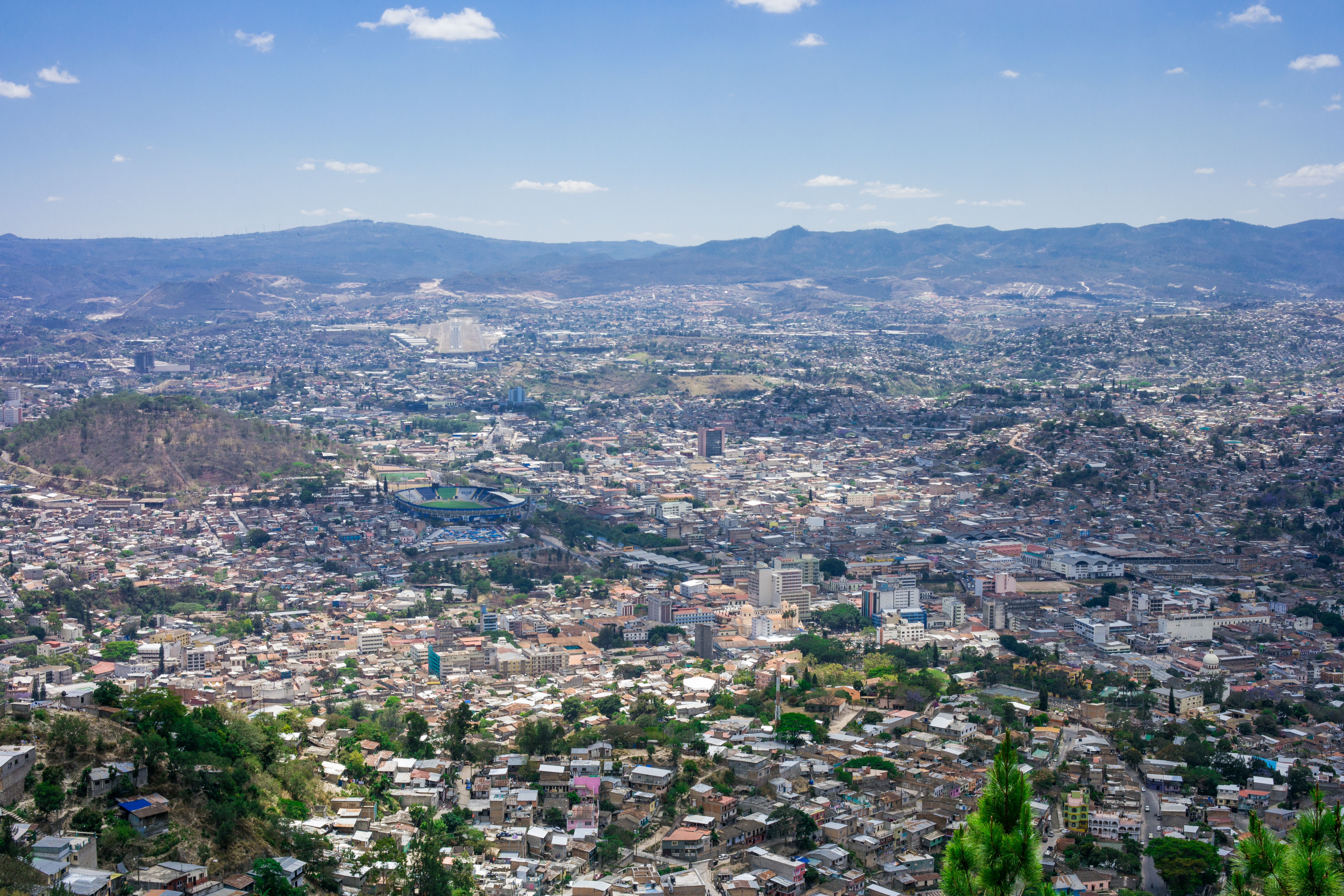
Ville de Tegucigalpa (Honduras).

La difficulté de la définition de la ville tient à ses propres caractéristiques : une taille, mais également des fonctions diverses et surtout une autonomie politique.
Pour les géographes contemporains comme Pierre George, une ville se définit comme « un groupement de populations agglomérées, caractérisé par un effectif de population et par une forme d'organisation économique et sociale ». On caractérise parfois une ville par le type d'activités et surtout d'équipements culturels, administratifs, éducatifs ou économiques qu'elle possède. 
Au Moyen Âge, une ville qui comptait 10 000 habitants était une « grande ville ». En 1960, il lui faut dix fois plus pour mériter ce titre (Univers écon. et soc.,1960, p. 6-15).
Sur le plan culturel, la ville est un objet complexe, une construction en constante transformation qui, par-delà de son apparence et de sa structure spécifiques, constitue le référent à travers lequel les individus conçoivent des éléments fondamentaux du monde, sur le plan social, économique et culturel[pas clair].

### Dualité de la ville:polisetcivitas
Comme l'indique l'homme politique et philosophe Massimo Cacciari, la polis, la cité grecque, est le lieu où vit le citoyen libre (pas les esclaves ni les étrangers), et est illustrée dans l'agora, où l'on débat sur l'avenir de la polis. En revanche, civitas — de civis, « citoyen » —, la cité romaine, se caractérise par la conjonction en un même lieu de citoyens soumis aux mêmes lois. Il existe donc une relation inverse entre les poleis et les civitates : la première renvoie à la ville tandis que la seconde renvoie au citoyen. La civis ne serait donc déterminée par aucun trait ethnique ou religieux et, pour cette raison même, elle est capable d’intégrer la diversité, et cette union sera le produit non d’une origine commune, mais d’un objectif qui unit ses occupants,.
La polis grecque est un lieu étanche, fermé, dont Platon comme Aristote préviennent qu'elle ne peut croître car cela rendrait impossible le gouvernement démocratique de l'agora. En revanche, la civitas romaine, qui n’est pas tant cité que citoyenneté, consiste à croître et il n'est pas possible de la limiter : son essence est d'augmenter et de s'étendre. Cette dualité est sous-jacente dans la nature profonde de la ville, :

« D'une part, nous considérons la ville comme une communauté ; la ville comme un lieu accueillant, un « giron », un lieu où se trouver bien et en paix, une maison [...]. D’autre part, nous considérons de plus en plus la ville comme une machine, une fonction, un instrument nous permettant de mener nos affaires avec la moindre résistance. D'une part, voici la ville comme lieu d'otium, lieu d'échange humain, efficace de façon sûre, active, intelligente, une demeure en définitive ; et, d'autre part, l'endroit où vous pouvez dérouler les négoces de la manière la plus efficace. »

## Distinction des villes par rapport aux bourgs, communes, villages ...

### Par une décision administrative ou des critères d'urbanisation

#### Belgique
En Belgique, est une ville toute commune ayant obtenu des droits de ville, soit avant l'existence de la Belgique, par exemple en vertu de l'arrêté royal néerlandais du 30 mai 1825 listant les villes du royaume uni des Pays-Bas, soit depuis lors par arrêté royal, ou par décret depuis le transfert aux régions des compétences en matière communale. Ce statut n'est nouvellement accordé qu'aux communes d'une importance suffisante et ne confère à la nouvelle ville aucun avantage administratif ou légal par rapport aux simples « communes », si ce n'est le droit de faire figurer les mots « Ville de … » plutôt que « Commune de … » dans l'en-tête de son papier à lettres et de ses actes officiels, et d'appeler sa maison communale (en France on dirait sa mairie) un « hôtel de ville » ; la seule différence est donc une question de prestige.

#### Maroc
Au Maroc, les villes, telles que définies par le haut-commissariat au Plan notamment chargé du recensement décennal, sont les communes urbaines ou municipalités (ayant le statut administratif de ville) et les centres urbains (unités statistiques) dont disposent certaines communes rurales.

### Par la population et densité de population
Le seuil à partir duquel on parle de ville varie selon les époques et les pays. Il pose la question des représentations de la ville selon les pays.

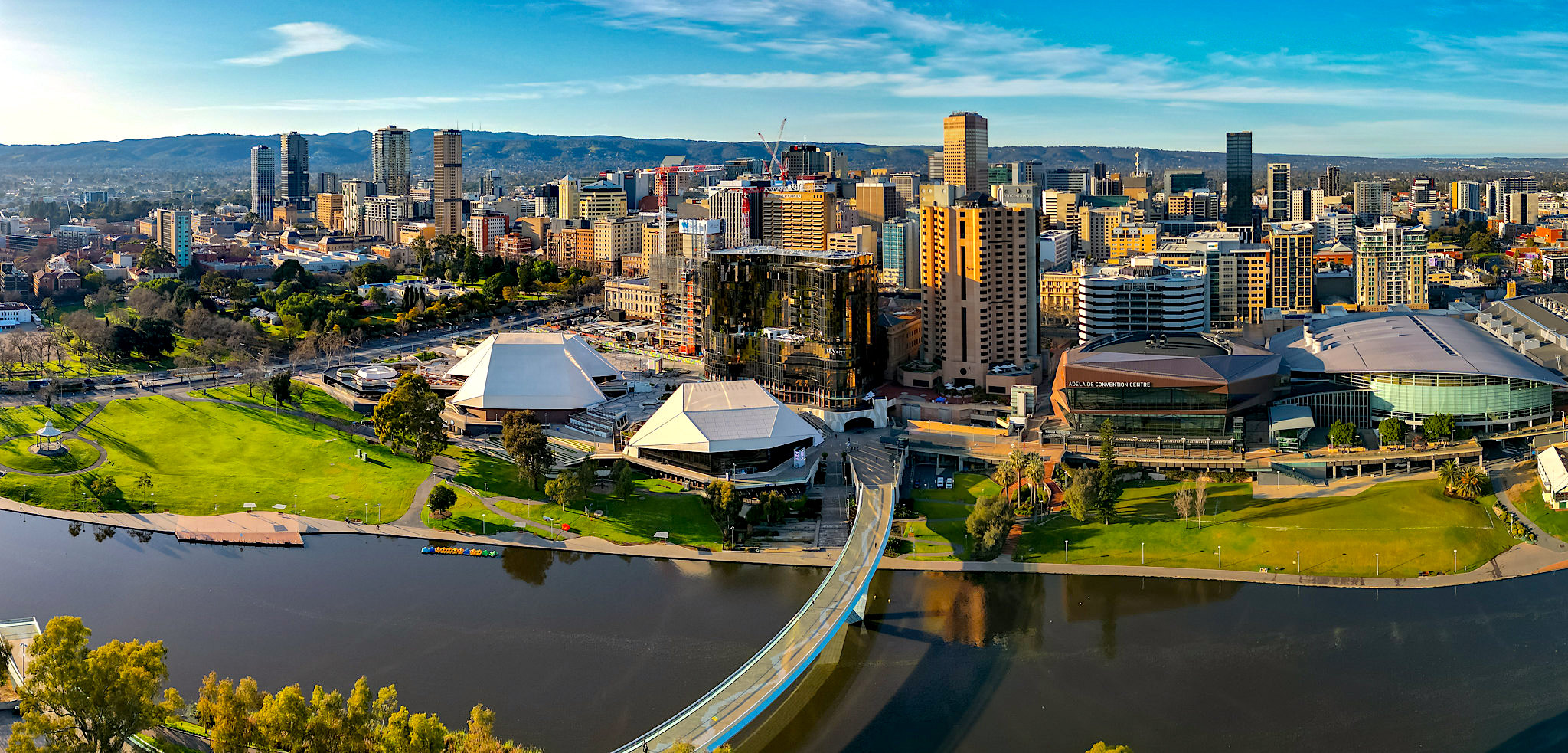
Ville d'Adelaïde (Australie).

Les Nations unies se réfèrent quant à elles au seuil de 20 000 habitants. Une définition statistique internationale de la population urbaine a été déterminée lors de la Conférence de Prague en 1966.

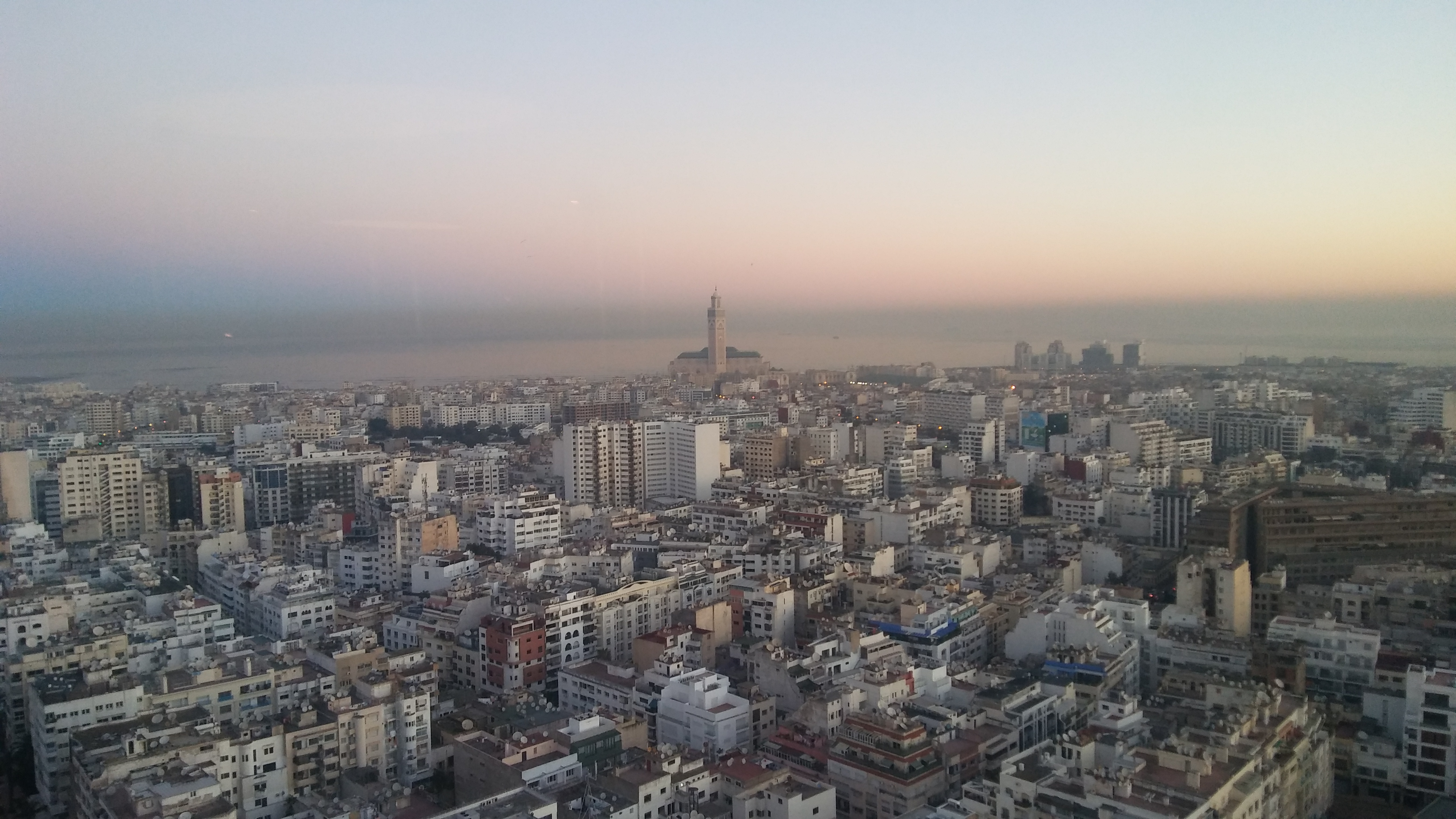
Casablanca (Maroc), avec plus de 4 millions d'habitants en 2014 est considérée comme une "ville".

Les statistiques des Nations unies montrent les différences de seuil entre les instituts nationaux de statistiques (il en existe presque 200 à travers le monde). Si en France ou en Allemagne, le seuil est de 5 000 habitants agglomérés, il est au Danemark de 200, en Islande de 300, au Canada de 1 000, aux États-Unis de 2500, au Japon de 50 000. En Algérie, le terme est utilisé pour une agglomération de plus de 20 000 habitants. En Espagne, le terme est utilisé pour une agglomération de plus de 10 000 habitants. Il y a, selon les derniers recensements, 303 villes en Espagne (taux d'urbanisation : 69 %). Si l'on applique les critères de définition français de la ville, l'Espagne compte au total 760 villes et urbanisée à 79 %. En Suisse, une ville est une commune de plus de 10 000 habitants.
La densité de population est un des critères possibles, qui est notamment influencé par la hauteur des bâtiments. En Europe, les urbains occupent un pourcentage de la superficie totale du continent, mais leur empreinte écologique s'étend bien au-delà de la surface des villes.
Pour le géographe français Jacques Lévy, la ville est « un géotype de substance sociétale fondé sur la coprésence »[pas clair].

#### France

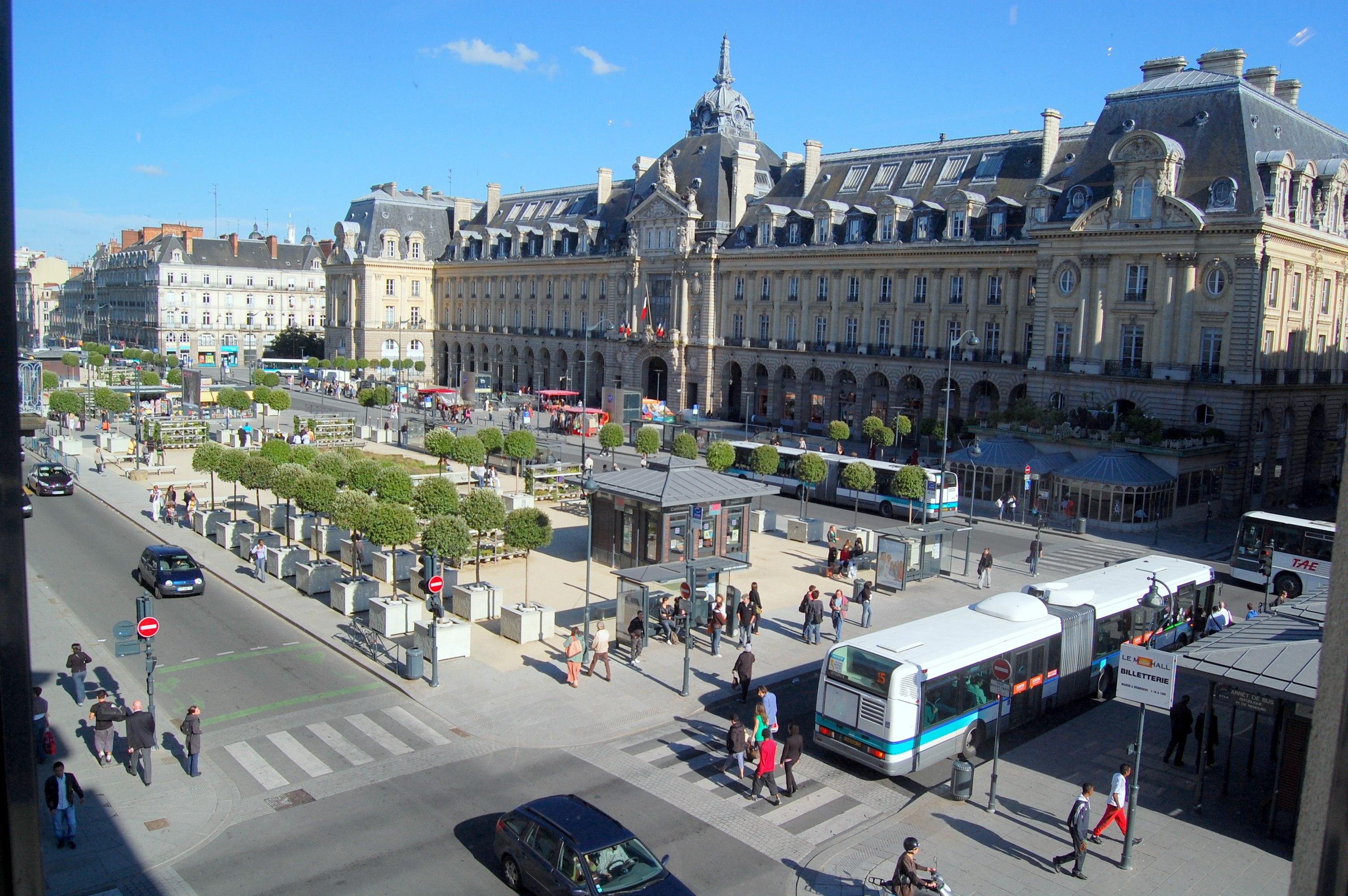
Place de la République, Rennes, France.

En France, les villes et agglomérations urbaines (par opposition aux agglomérations rurales), sont désignées sous le terme unique d'unité urbaine, leur délimitation est fondée sur l'unique critère de continuité de l'habitat. Les agglomérations peuvent donc être constituées d'une ou plusieurs communes sur le territoire. Les limites sont redéfinies en fonction des divers recensements. La première définition de l'unité urbaine date de 1954, à l'occasion d'un recensement de la population. Actuellement, les limites statistiques proposées par l'INSEE sont les suivantes : lorsque l'agglomération rassemble moins de 2 000 habitants, dont les constructions doivent être à moins de 200 m l'une de l'autre, il s'agit d'un village ; entre 2 000 et 5 000 habitants, il s'agit d'un bourg ; entre 5 000 et 20 000 habitants, il s'agit d'une petite ville ; entre 20 000 et 50 000 habitants une ville moyenne, entre 50 000 et 200 000 habitants une grande ville ; au-delà, les géographes parlent de métropole. Le bourg, premier échelon dans la hiérarchie urbaine, marque ainsi le seuil arbitraire — seuil fixé en 1856 sous le Second Empire par la Statistique générale de la France — entre les agglomérations habitées par des ruraux, des villageois, et, à partir de 2 000 âmes, des agglomérations habitées par des citadins qui relèvent de l'urbanité.

### Par tradition

#### Pays-Bas
Aux Pays-Bas, une agglomération est considérée ville si elle a obtenu des droits de ville (en) au Moyen Âge, ou si une coutume s'est développée, par exemple à cause de la taille de la population ou le rayonnement de la ville. Depuis la réforme de la constitution néerlandaise de 1848, il n'y a pas de distinction légale entre les villes et les villages aux Pays-Bas ; en particulier, dans ce pays il arrive que plusieurs villes fassent partie de la même commune. Par exemple, la commune de Terneuse (Flandre zélandaise) comprend, outre divers villages, hameaux et lieux-dits, les villes d'Axel, Biervliet, Philippine et Terneuse.

### Par gradients d'urbanité
Au-delà des seuils permettant selon les critères précités de définir ce qui est une ville ou ne l'est pas, il est possible de définir ce qui fait l'urbanité. Cette dernière associe deux facteurs : la densité et la diversité des objets de société dans l’espace. On peut qualifier chaque entité urbaine en fonction de l’intensité de son urbanité, on parle alors de gradients d'urbanité. On ne peut préjuger d’un caractère régulier d’une forte urbanité au centre et qui diminuerait vers la périphérie. À cette fin, on peut établir des géotypes qui permettent de qualifier des sous-espaces, de l'urbanité la plus importante à l’urbanité la plus faible.

### Par plusieurs critères cumulatifs

#### Portugal
Au Portugal, les conditions nécessaires pour qu'une localité ait le statut de ville (« Cidade ») sont définies par la loi no 11/82 du 2 juin 1982 qui, sauf lorsqu'il y a « des raisons importantes de nature historique, culturelles et architecturales », établit qu'une localité ne peut être élevée au statut de ville que si elle a plus de huit mille électeurs, dans un continuum urbanisé. Celui-ci doit disposer au moins de la moitié des infrastructures suivantes : des installations hospitalières avec un service d'accueil permanent, des pharmacies, une ou des casernes de pompiers, des salles de spectacle et un centre culturel, des musées et bibliothèques, des structures hôtelières, des établissements d'enseignement secondaire et primaire, des écoles maternelles et des établissements préscolaires, des transports publics (urbains et interurbains), et des parcs publics ou jardins.

## Typologie
Malgré la diversité des situations, il est possible de dresser une typologie des villes :

### Par l'origine
Différents facteurs ont présidé à la fondation ou au développement des villes à travers l'Histoire. Le site et la situation de la ville sont des facteurs primordiaux lors de son établissement. Voici quelques exemples :
- villes fondées au bord d'un cours d'eau (voie de communication fluviale et point de franchissement) : Bâle, Angers, Bagdad, Budapest, Buenos Aires, Belgrade, Genève, Londres, Lyon, Séville ;
  - villes fondées sur l'île d'un fleuve : Paris [25], Strasbourg [25], Valence [25].
  - villes fondées au bord d'un cours d'eau ou d'une mer, spécifiquement au début ou en fin de bief navigable : Assouan, Brazzaville, Kinshasa, Kisangani, Livingstone, Matadi, Suez ;
  - villes fondées au bord d'un cours d'eau, spécifiquement pour le franchissement par un pont ou un gué : Bruges (« pont »), Maastricht (« franchissement de la Meuse »), Oxford (« gué du bœuf ») ;
- villes fondées sur un emplacement propice au développement d'un port : Alger, Amsterdam, Anvers, Barcelone, Beyrouth, Copenhague (« port commercial »), Gdańsk, Gênes, Istanbul, Liverpool, La Havane, Hambourg, Karachi, Los Angeles, Marseille, Valparaíso ;
- villes fondées ou développées pour des motifs militaires : Brest, Toulon, N'Djaména, Volgograd ;
- villes développées par les activités commerciales : Bergen, Bordeaux, Bruges, Hong Kong, Lübeck, Venise ;
- villes développées par les activités industrielles : Chicago, Détroit, Dortmund, Eindhoven, Manchester, Mulhouse, Pittsburgh, Seraing Shenzhen ;
- villes créées pour devenir une nouvelle capitale : Abuja, Brasilia, Canberra, Chandigarh, Freetown, Gbadolite, Islamabad, Louxor, Naypyidaw, Ottawa, Saint-Pétersbourg, Washington ;
- villes fondées par des conquérants ou des colons : Abidjan, Alexandrie, Arles, Bombay, Cologne, Kairouan, Le Caire, Le Cap, Marseille, Madras, Narbonne, New York, Québec, Rio de Janeiro, Pretoria, Vladivostok ;
- villes développées du fait de la proximité d'une ressource naturelle : Alice Springs, Johannesbourg, Kimberley, Kiruna, Kitwe, Lubumbashi, Manaus, Potosí ;
- villes développées du fait religieux : Jérusalem, Liège, Lourdes, Médine

### Par la fonction principale
- ville industrielle : le secteur secondaire occupe une part importante de la population ; exemples : villes de la Ruhr, Wolfsbourg, Shenzhen, Anshan, Ciudad Juárez, Calcutta, Détroit, Katowice, etc.
- ville administrative, les capitales nationales ou des États fédérés : Berne, Yamoussoukro, Abuja, Bruxelles, Berlin, Washington DC, Brasilia, La Haye, Ottawa, etc.
- ville touristique :
  - culturel : Paris, New York, Venise, Barcelone, Rome, Vienne, Moscou, Bâle, etc. ;
  - balnéaire : Nice, La Baule, Arcachon, Biarritz, La Grande-Motte, Miami, Cancún, etc. ;
  - thermal : Aix-les-Bains, Évaux-les-Bains, Évian-les-Bains, Spa, Karlovy Vary, Baden-Baden, etc. ;
  - hivernal : Davos, Chamonix, Villard-de-Lans, Crans-Montana, Morzine, Samoëns, etc.
- ville portuaire : qui s'est développée grâce à son port Anvers, Marseille, Singapour, Hambourg, Rotterdam, Szczecin, Hong Kong, Durban, Cotonou, Abidjan, Dunkerque, Le Havre, Dakar, Saint-Nazaire, Douala, etc.
- ville universitaire : Bâle, Boston, Chicago, Montréal, Oxford, Heidelberg, Rouen, Grenoble, Louvain-la-Neuve, Marbourg, Poitiers, Cambridge, Florence, Montpellier, Abomey-Calavi, Lund, Orsay, Toruń, etc.
- cité militaire (ville forteresse) : Metz, Belfort, Besançon, Grenoble, Briançon, etc.
- ville « internationale » : Genève, La Haye, etc.

### Par la taille
Les grandes villes sont le produit de l'étalement urbain ainsi que de la concentration des pouvoirs stratégiques de commandement dans de multiples domaines (politique, administratif, économique, culturel, militaire, etc.). On utilise généralement le terme de métropole pour désigner les grandes villes issues d'un processus de métropolisation. Toutefois, de nouvelles expressions permettent de les distinguer, notamment selon leur rayonnement au niveau mondial :
- les mégapoles, villes de plus de dix millions d'habitants ;
- les mégalopoles et le réseau de l'archipel mégalopolitain mondial ;
- les villes globales (Global Cities) ou villes mondiales, selon l'expression de Saskia Sassen (1996), centres de commandement de la mondialisation ;
- les métapoles, selon l'expression de François Ascher (1995), désignant les très grandes villes dans lesquelles on observe une hyperconcentration des pouvoirs de commandement et sa primauté dans la hiérarchie des réseaux.

Dans le monde sont observées certaines régularités statistiques dans les distributions hiérarchiques des villes, d'où l'application de lois de probabilité qui cherchent à rendre compte des relations rang-taille des villes :
- la loi de Zipf (1949) qui établit la relation entre la population de chaque ville et son rang hiérarchique dans un classement par nombre d'habitants. Selon cette loi, la relation serait une constante : une ville de rang 2 a la moitié de population que la ville de rang 1 dite « primatiale ». Dans un espace donné, la taille de la ville la plus importante détermine celle des autres villes. Cette loi souffre de nombreuses exceptions, comme en Chine où la relation est décroissante[27].
- la loi de Davis (1972) selon laquelle la population totale d'une classe de villes est constante quand la taille des villes varie d'un facteur 2 (par exemple, s'il y a 80 villes de 10 000 à 19 000 habitants, il y en a 160 de 5 000 à 9 000 habitants).

## Impact environnemental des villes
La ville consomme plutôt moins de ressources (renouvelables ou non) par habitant que dans les zones de périurbanisation (grâce notamment aux transports en commun, plus efficients, et à de moindres besoins de mobilité) mais, dans les années 1990, une ville européenne d'un million d'habitants consommait environ 11 500 t/jour de combustibles fossiles, 320 000 t d'eau et 2 000 t de denrées alimentaires, en produisant 25 000 t de CO2, 1 600 t de déchets solides et en évacuant 300 000 t d'eaux usées,.

## Galerie

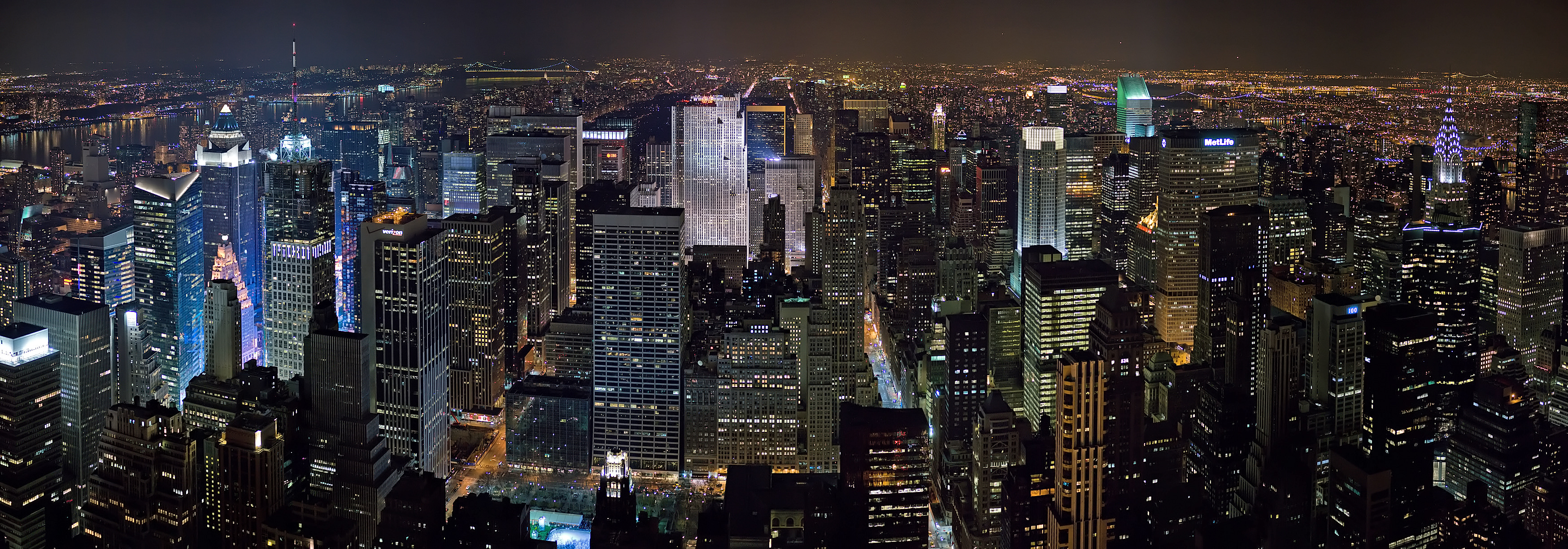
Panorama de New York en janvier 2006.

Panorama de Paris en février 2008.

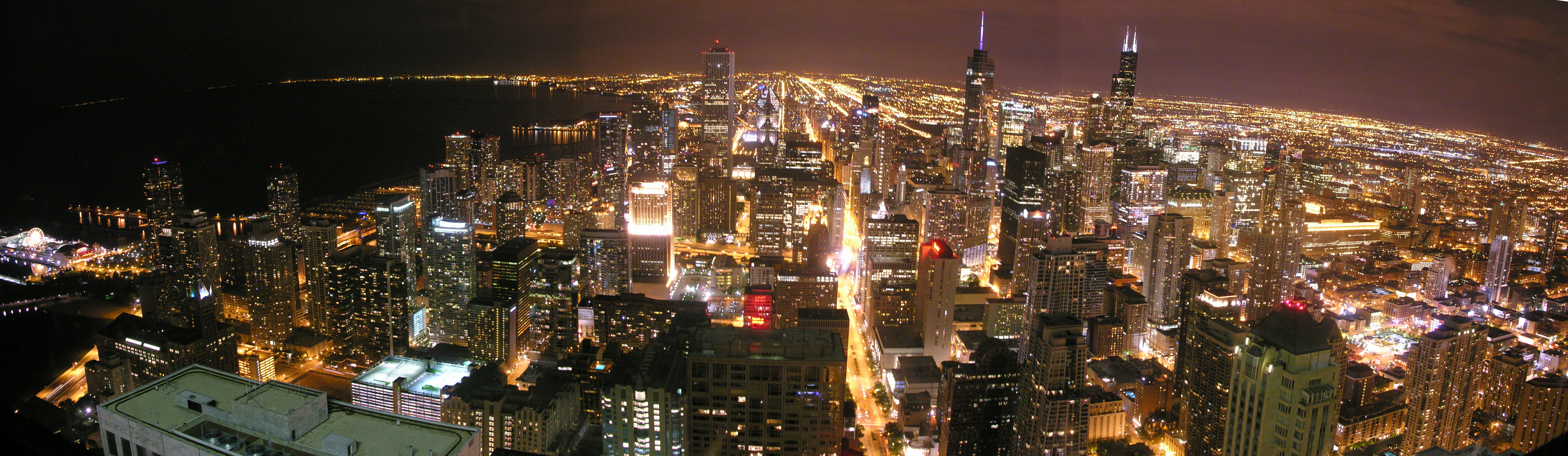
Panorama de Chicago en août 2010.

Panorama de Londres en février 2008.

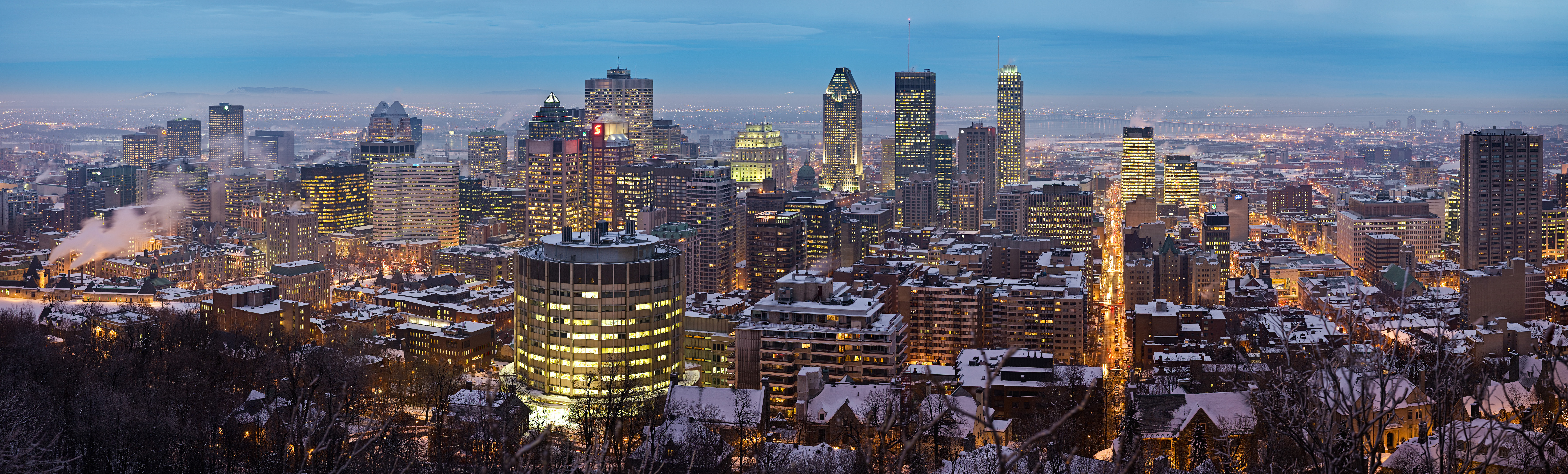
Panorama de Montréal en 2006.

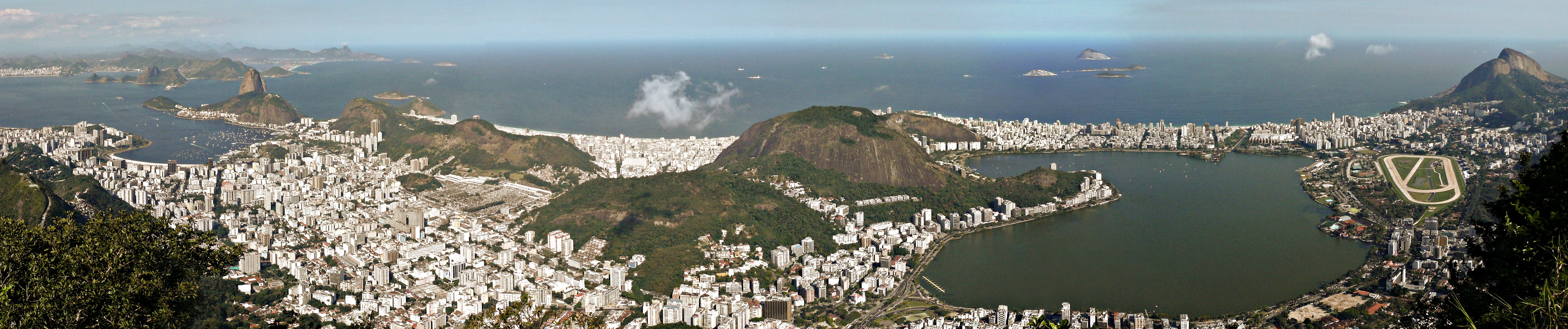
Panorama de Rio de Janeiro en 2007.

#### Revues/articles/émissions en ligne
- Frédéric Gilli, « Les modèles urbains en économie et géographie. Approche comparée », L'Espace géographique, t. 30, 2001/2, p. 165-178.